# Fairview, Oregon
Fairview là một thành phố trong Quận Multnomah, Oregon,  Hoa Kỳ. Theo điều tra dân số Hoa Kỳ năm 2000, dân số thành phố là 7.561. Ước tính dân số năm 2007 là 9.695. Nó là thành phố cận tây nhất bên phía Oregon của Hẻm núi Sông Columbia.

## Địa lý
Fairview nằm ở vị trí 45°32′31″B 122°26′20″T / 45,54194°B 122,43889°TĐã đưa tham số không hợp lệ vào hàm {{#coordinates:}} (45.541962, -122.439021)1.
Theo Cục điều tra dân số Hoa Kỳ, thành phố có tổng diện tích là 3,5 dặm vuông (9.0 km²) trong đó đất chiếm 3,2 dặm vuông (8,3 km²) và nước chiếm 0,3 dặm vuông (0,7 km²) hay 7,78%.